# ناثان بيل
ناثان بيل (بالإنجليزية: Nathan Peel)‏ هو لاعب كرة قدم بريطاني في مركز الهجوم، ولد في 17 مايو 1972 في بلاكبرن في المملكة المتحدة. لعب مع بريستون نورث إيند وستيفيناغ بوروه وشيفيلد يونايتد وماكليسفيلد تاون ونادي بارو ونادي بيرنلي ونادي دونكاستر روفرز ونادي روذرهام يونايتد ونادي مانسفيلد تاون ونادي هاليفاكس تاون.